# Leis de Preservação da Paz
As Leis de Preservação da Paz foram uma série de leis editadas pelo Império do Japão.  Coletivamente, as leis foram criadas para suprimir discordâncias políticas

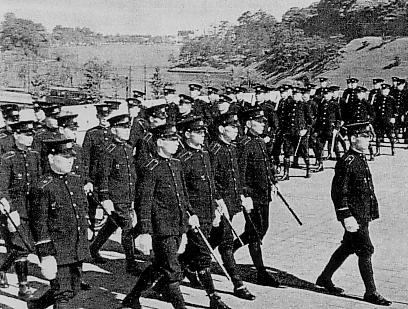
Forças Especiais do Departamento de Polícia Metropolitana de Tóquio

## Lei de Preservação da Paz de 1894
A A lei de Preservação da Paz de 1894 (保安条例, Hoan Jorei) foi uma ordenação imperial publicada em 25 de dezembro de 1894, pretendendo suprimir o Movimento de Liberdade e Direitos Humanos. Foi a lei mais drástica a ser editada após 1875 a conter oposição política à Oligarquia Meiji. Impôs várias restrições à imprensa, discursos públicos e reuniões políticas. O artigo 4º da lei autorizava o chefe da Polícia Metropolitana de Tóquio, com a aprovação do Ministro da Casa Civil, a banir de Tóquio por três anos, qualquer um que incitar inquietações ou tentar subverter a ordem pública, para 7,5 milhas do Palácio Imperial. Com três dias da promulgação da lei, 570 militantes de movimentos de liberdade e direitos humanos (incluindo o futuro governador de Tóquio Ozaki Yukio) foram presos e banidos. A lei foi revogada em 1898, mas logo foi substituída pela Lei de Polícia e Ordem Pública de 1900, mais repressiva ainda.

## Lei de Ordem Pública e Polícia de 1900
A Lei de Ordem Pública e Polícia de 1900 (治安警察法, Chian Keisatsu Hō) foi publicada pela administração do Primeiro-Ministro Yamagata Aritomo especificamente contra movimentos operários. Além de restrições à liberdade de expressão, assembleia e associação, proibiu os trabalhadores de se organizarem e fazerem graves. Um dispositivo banindo mulheres de associações políticas foi retirado em 1922.
Os dispositivos proibindo organizações e greves foram revogados em 1926, entretanto normas semelhantes foram reeditadas em uma emenda à Lei de Preservação da Paz de 1925.
Contudo, assim como a anterior Lei de Preservação da Paz de 1894, a Lei de Ordem Pública e Polícia de 1900 foi usada para suprimir discordâncias políticas. Em 1920, o professor Morito Tatsuo da Universidade Imperial de Tóquio foi processado por publicar um artigo crítico ao anarquista Peter Kropotkin (no qual Morito discute ideias anarquistas). Morito passou três meses na cadeia sob acusação de traição. Seu caso abriu um precedente no Direito do Japão que efetivamente criminalizou a discussão de ideias. A perseguição do governo contra dissidentes se intensificou após 1921, com o assassinato do Primeiro-Ministro Hara Takashi.
A Lei de Ordem Pública e Polícia de 1900 foi suplementada pela Lei de Preservação da Paz de 1925. Continuou em vigor até o final da Segunda Guerra Mundial, quando foi revogada pelas autoridades da ocupação estadunidense.

## Lei de Preservação da Paz de 1925
A Lei de Preservação da Paz 1925 (治安維持法, Chian Iji Hō) foi editada em  12  de maio de 1925, sob a administração de Katō Takaaki, especificamente contra o socialismo, o comunismo e o anarquismo. Foi uma das leis mais significativas do Japão pré-guerra.
A força principal por trás da lei foi o Ministro da Justiça (e futuro Primeiro-Ministro) Kiichirō Hiranuma, apesar de que uma lei para controle estrito das atividades de radicais esquerdistas já tinha grande apoio na Dieta e considerável aprovação popular.
 Qualquer um que formar associações para alterar o kokutai, ou o sistema de propriedade privada, e qualquer um que se juntar a tais associações sabendo de seu objeto, poderá ser preso com ou sem trabalho forçado, por um período máximo de dez anos. 
Usando o termo vago e subjetivo kokutai, a lei tentava misturar política e ética, mas o resultado foi que qualquer oposição política poderia estar “alterando o kokutai”. Assim o governo tinha carta branca para ilegalizar qualquer forma de dissidência.
Atividades renovadas pelo clandestino Partido Comunista Japonês em 1928 levaram ao Incidente de 15 de Março, no qual a polícia prendeu mais de 1600 comunistas e suspeitos de comunismo sob as previsões da Lei de Preservação da Paz de 1925. No mesmo ano, o governo altamente anticomunista de Tanaka Giichi acentuou a lei, aumentando a pena máxima de dez anos para pena de morte.
Uma seção de “Polícia do Pensamento” foi formada pelo Ministério da Casa Civil, com subdivisões em todo o Japão e em localidades ultramarinas com altas concentrações de japoneses para monitorar atividades socialistas e comunistas. Uma seção estudantil foi também instituída pelo Ministério da Educação para monitorar professores e estudantes das universidades. Sob o Ministério da Justiça, “Promotores do Pensamento” (shiso kenji) especiais foram apontados para combater “Crimes do Pensamento”, através de punições ou “conversão”à ortodoxia via reeducação.
A partir da década de 1930, com o crescente imperialismo e militarismo no Japão, dissidentes eram cada vez menos tolerados. No início de fevereiro de 1941, a Lei de Preservação da Paz de 1925 foi completamente reescrita. Termos para suspeitos de simpatizar com o comunismo ficaram mais severos, e pela primeira vez organizações religiosas fora incluídas no objeto da Polícia do Pensamento. Além disso, cortes de apelação para esses crimes foram abolidas, e o Ministério da Justiça concedeu o direito de apontar advogado de defesa em casos de crimes de pensamento. As novas regras se tornaram efetivas em 15 de maio de 1941.
De 1925 a 1945, mais de 70000 pessoas foram presas sob a lei de Preservação da Paz de 1925, mas apenas 10% foram julgados, e a pena de morte foi aplicada a apenas dois ofensores, o espião Richard Sorge e seu informante Ozaki Hotsumi. A Lei de Preservação da Paz de 1925 foi revogada depois do fim da Segunda Guerra Mundial pelas autoridades da ocupação dos Estados Unidos.